# 슈플뤼겐 고개
슈플뤼겐 고개(독일어: Splügenpass, 이탈리아어: Passo dello Spluga)는 알프스산맥 레폰틴 알프스의 해발 2,114m의 고개이다. 이 고개는 스위스 그리종의 슈플리겐에서 북쪽으로 675m 아래로 내려가 이탈리아 키아벤나와 고개 아래 해발 1,789 m의 발레 산 자코모(Valle San Giacomo) 끝에서 남쪽으로 21km를 연결한다.

## 지리
통과 도로는 스위스 그라우뷘덴주의 힌터라인 계곡과 슈플리겐과 이탈리아 존드리오 지방의 발레 산 자코모 및 키아벤나를 연결하며 도로는 코모호로 계속 이어진다. 이 고개는 북해로 흘러드는 라인강의 배수 분지와 아드리아해로 흘러드는 포강 사이의 수로이다. 고개는 피조 탐보산과 수레타호른이 내려다 보고 있다. 각각 서쪽과 동쪽에 있다. 고개의 이탈리아 쪽에는 겨울 동안 이탈리아와 스위스 모두에서 차단되는 작은 3개의 거리 마을인 몬테 스플루가가 있다.

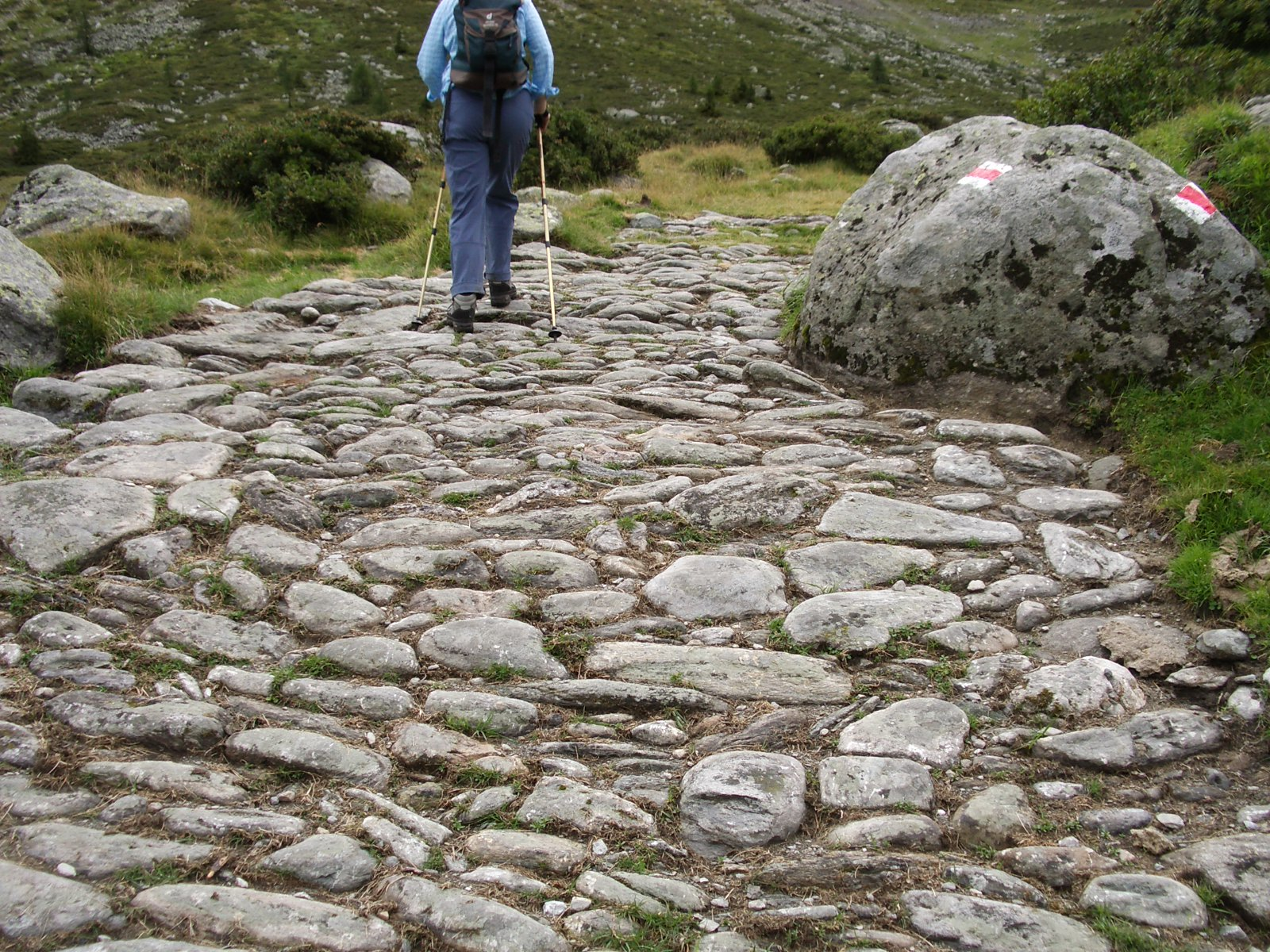
역사적인 비아 스플루가(Via Spluga)

1967년 산 베르나르디노 도로 터널이 개통된 이후로 이 고개는 이전의 중요성을 잃었다. 겨울에는 열지 않다. 중요성의 부족 덕분에 지금은 역사적인 도로의 필수적인 부분이 살아남은 조용한 고개로 비아 스플루가(Via Spluga)에서 등산객들에게 좋은 역사적 리뷰를 제공한다.

## 역사
이 고개는 이미 로마 시대에 사용되었다. 이것은 포이팅거 지도에 표시된 쿠누스 아레우스(Cunus Aureus)에 해당할 가능성이 있다. 슈플리겐(Splügen)이라는 이름 자체는 아마도 specula ("감시")에서 파생되었을 것이다. 중세 시대에 쿠어의 주교들은 무역로를 젭티머 고개로 이전했다.
1818년부터 1823년까지 현대적인 도로는 오스트리아 당국의 명령에 따라 건설되었으며, 그 후 남쪽의 롬바르디아-베네시아 왕국을 통치했다. 1840년 작가 메리 셸리는 아들과 함께 코모 호수로 가는 길에 이 고개를 지나갔다. 그녀는 1844년에 출판된 그녀의 여행 내러티브인 《독일과 이탈리아의 낭떠러지》(Rambles in Germany and Italy)에서 이 고개에 대해 설명한다.
| “ | 몇 년 전만 해도 이 산 너머에는 길이 없었고, 이 산은 노출이 심하고 위험하기조차 어려웠다. 슈플뤼겐은 이 나라의 양치기들과 여행자들이 노새나 도보로만 지나갈 수 있었다. 그러나 이제 새롭고 가장 놀라운 도로가 건설되었다. 문제의 산은 정상에서 기슭까지 몇 마일 정도 갈라져 있고 양쪽으로 1.22km의 깎아지른 듯한 절벽이 솟아 있다. 라인강은 빠르고 강하지만 폭이 넓은 범위에서 아래의 좁은 깊이로 흐른다. 도로는 절벽 면에 건설되었으며, 지금은 옆으로 잘려져 있고 현재 살아있는 암석을 통해 갤러리로 구멍이 뚫려 있다. 그것은 골짜기의 한쪽에서 다른 쪽으로 간격을 두고 지나가고, 하나의 아치형 다리가 골짜기 틈에 걸쳐 있다. 참으로 일부는 너무 가까이 접근해서 쓰러진 나무는 아래 강물에 닿지 않고 중간에 쐐기형으로 누워 있었다. 이 고개가 적나라한 단순성에서 얼마나 독특하고 숭고한지 상상할 수 있다. 약 1마일 정도 진행한 후 뒤를 돌아보면 구름에 닿는 이 액자에 그림처럼 펼쳐진 거대한 암반의 좁은 틈 사이로 당신이 떠난 나라가 보이다. 길을 보호하는 난간을 내려다보고 갇힌 강의 화살 같은 돌진을 표시하는 것은 현기증 나는 작업이다. 길 중간에 절벽이 너무 가까워서 강한 사람이 뛰어넘을 수 있다고 생각할 것이다." 구름에 닿는 이 프레임에 그림처럼 설정되어 있다. 길을 보호하는 난간을 내려다보고 갇힌 강의 화살 같은 돌진을 표시하는 것은 현기증 나는 작업이다. 길 중간에 절벽이 너무 가까워서 강한 사람이 뛰어넘을 수 있다고 생각할 것이다." 구름에 닿는 이 프레임에 그림처럼 설정되어 있다. 길을 보호하는 난간을 내려다보고 갇힌 강의 화살 같은 돌진을 표시하는 것은 현기증 나는 작업이다. 길 중간에 절벽이 너무 가까워서 강한 사람이 뛰어 넘을 수 있다고 생각할 것이다." | ” |

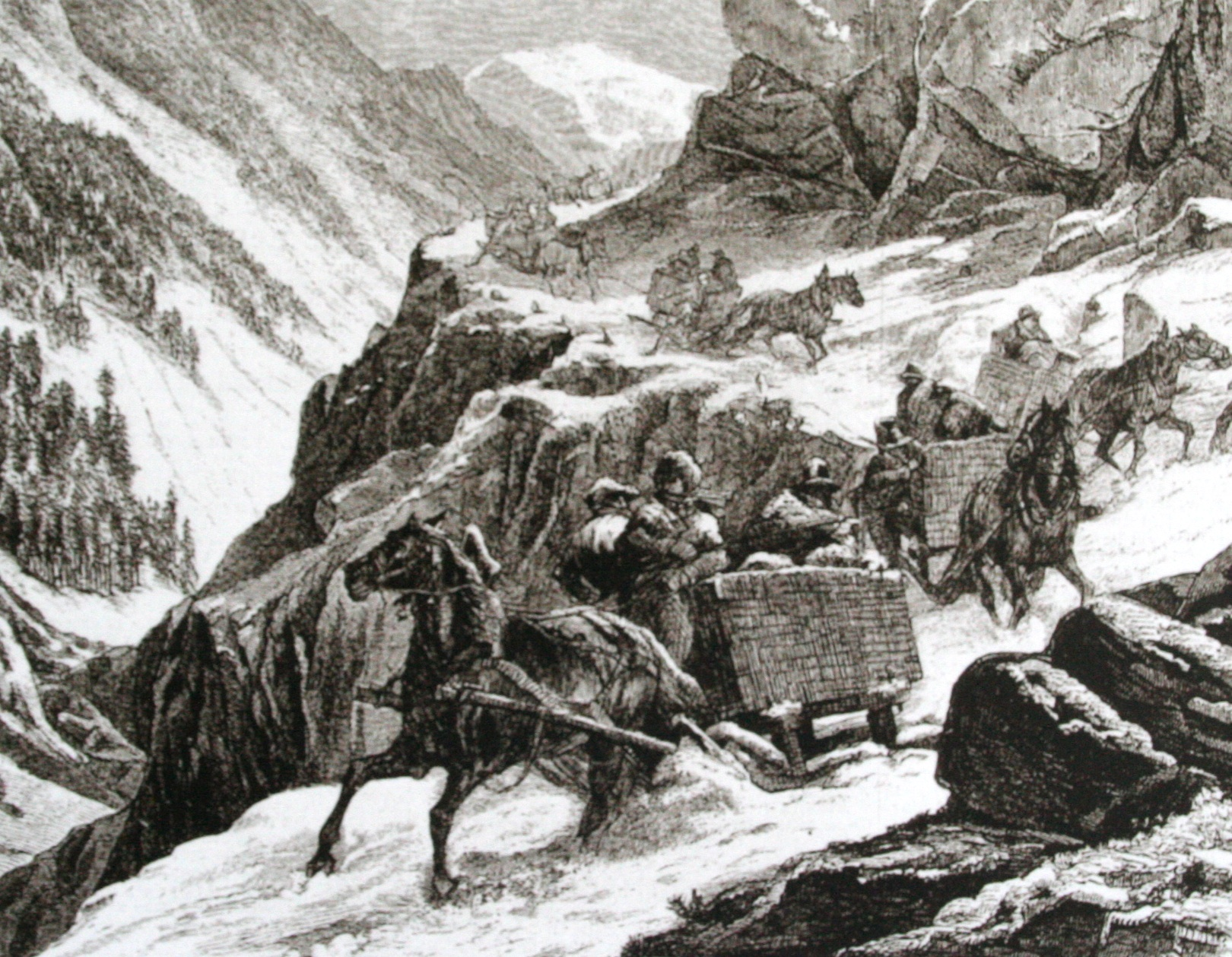
겨울에 슈플뤼겐 고개를 횡단하는 역사적 그림

1843년에는 스위스 엔지니어 Richard La Nicca가 설계한 312m 길이의 눈사태 갤러리로 도로가 더욱 확장되었으며 현재는 사용되지 않지만 대부분 보존되어 있다. 슈플리겐 고개를 가로지르는 철도 건설 계획은 1882년에 개통된 고트하르트 철도에 찬성하여 폐기되었다.
이 고개는 1924년 아서 코난 도일 단편 소설인 셜록 홈즈 시리즈 중 "명예로운 의뢰인의 모험"에도 언급되어 있다. 이야기의 악당인 오스트리아 남작 아달베르트 그뤼너는 아내를 고개에서 내쫓아 살해했지만, 홈즈는 증명할 수는 없었다.

## 같이 보기
- 스플루가에서 일출